# 地図中心
『地図中心』（ちずちゅうしん）は、一般財団法人日本地図センターが発行している地図の情報誌である。2004年3月号までは、同日本地図センターが『地図ニュース』として発刊していた。なお、同年の1月号からA4判・フルカラー化と内容の重視を図ってゆき、2004年4月号以降現在の『地図中心』として一新された。

## 概要
毎月10日に発刊される。A4の大きさとフルカラーの規格である。内容は、地図の最新情報や地図の解説・エッセイなどを掲載した地図の総合情報誌となっている。毎号で特集を組み、地図の話題以外に関連書の書評なども掲載される。

## 沿革
- 2004年1月 - 本誌の構成をA4、フルカラー化。
- 2004年3月 - 『地図中心』の前身『地図ニュース』がNo.378で幕を閉じる。
- 2004年4月 - 『地図ニュース』から『地図中心』に改名された。
- 2006年1月 - 創刊第400号記念。

## 主な連載
- 山下和正「古地図ワンバイワン」
- 堀淳一「イギリス セヴァーン川流域の点描」
- 熊木礼子「地図で広がる学びの輪」
- 知野見睦典「地図にある滝・地図にない滝」
- 出納和基夫「全・1/5万地形図歩き」
- 島田英常「地図は語る」
- 鈴木純子「絵葉書の地図コレクション」

## 主な特集タイトル
- 2009年 　7月号 沖縄の海　大浦湾を識る
- 2009年 　6月号 これでよいのか国土の記録！-日本の地形図が変わる-
- 2009年 　5月号 ジオパークへ行こう!
- 2009年 　4月号 能登はやさしや土までも
- 2009年 　3月号 地図に記された鉄道の軌跡
- 2009年 　2月号 標石の世界
- 2009年 　1月号 復旧から復興へ-岩手・宮城内陸地震と地域を考える-
- 2008年 12月号 地図で見る海の道
- 2008年 11月号 地図に残った仕事　近代土木遺産
- 2008年 10月号 杜の都 仙台
- 2008年 　9月号 入学試験の地図 大学編
- 2008年 　8月号 入学試験の地図 中学・高校編

## 特集の傾向
特集として取り上げられる項目は、特集が組まれる時期に合わせた話題を中心にするものが多いように見られる。また、地図の知識に関する項目に限らず世界・地域に目を向けた特集や、時事に合わせて取り上げられている。その時その時、読んでいる人が興味を持ちやすいよう工夫をこらしている。